# 그들이 타이론을 복제했다
《그들이 타이론을 복제했다》(영어: They Cloned Tyrone)는 2023년 공개된 미국의 SF 코미디 미스터리 영화이다. 주엘 테일러의 감독 데뷔작이며 그가 각본에도 참여했다.
이 영화는 2023년 7월 14일에 제한된 극장에서 개봉되었고, 이후 7월 21일에 넷플릭스에서 개봉되었다. 이 영화는 비평가들로부터 긍정적인 평가를 받았다.

## 줄거리
교외 지역 '글렌'에서 마약 딜러로 활동하는 폰테인은 어느 날 밤, 경쟁 마약상 아이작에게 살해당한다. 하지만 다음 날 아침, 폰테인이 멀쩡히 살아 돌아와 이전 밤의 일을 전혀 기억하지 못하는 것을 보고 폰테인과 마약 고객인 슬릭 찰스는 혼란스러워한다. 슬릭의 성매매 파트너 요요의 도움으로, 그들은 총에 맞아 쓰러진 남자가 검은 SUV에 납치되는 것을 목격한다. 폰테인은 슬릭, 요요와 함께 SUV를 추적하고, 그 안에 숨겨진 지하 연구실을 발견한다.
연구실 안에서 정체불명의 흰 가루를 코카인으로 착각하고 흡입한 슬릭이 과학자를 실수로 죽이게 되고, 그들은 폰테인과 똑같이 생긴 시체를 발견한다. 연구실의 입구가 사라진 후, 세 사람은 글렌 전체가 감시당하고 있고, 사람들이 웃게 만드는 문제의 흰 가루가 음식, 음료, 심지어 헤어 제품에도 사용되고 있다는 것을 알게 된다. 그들은 교회 제단 아래 숨겨진 엘리베이터를 통해 거대한 지하 연구 시설에 들어가고, 흑인들이 충격적인 행동 실험을 당하고 있는 것을 목격한다. 그곳에는 폰테인과 슬릭을 포함한 글렌 주민들의 복제 인간들이 있었다.
연구 시설에서 알람이 울리자 그들은 스트립 클럽으로 피신하지만, DJ가 세뇌시키는 음악을 통해 클럽 손님들에게 쫓기는 신세가 된다. 그때 닉슨이라는 백인 남자가 폰테인 복제인간 체스터와 함께 나타나 클럽 손님들을 제지한다. 닉슨은 글렌과 같은 빈곤한 흑인 지역에서 실험이 이루어지는 이유는 이러한 인종적 특성을 이용해 조용히 실험을 진행하고 미국 사회의 평화를 추구하기 위해서라고 말한다. 그는 요요를 제외한 모든 사람에게 영향을 미치는 특수 단어를 사용하여 그들을 통제하려 하지만 요요는 독자적인 행동을 시작한다. 결국 그녀는 납치당하고, 폰테인은 슬릭, 아이작과 함께 그녀를 구출하기 위한 계획을 세운다.
폰테인은 자신의 죽음을 위장하여 연구소에 잠입하고, 슬릭과 아이작은 글렌 주민들과 함께 연구소를 습격한다. 그들은 실험 대상자들을 풀어주고, 요요도 스스로를 구출한다. 체스터는 폰테인을 원래의 폰테인에게 데려가고, 그는 흑인들을 백인으로 동화시키는 계획을 통해 미국 사회의 평화를 이루려 한다고 설명한다. 경찰에게 살해당한 동생의 복수를 위해 클론을 만들기 시작했다는 과거사도 털어놓는다. 폰테인은 닉슨의 단어를 이용하여 원래의 폰테인을 죽이고, 요요는 슬릭의 도움을 받아 닉슨을 사살한다.
연구소 입구가 열리면서 복제 인간들이 세상에 모습을 드러내고, 요요는 직업에서 은퇴하고, 폰테인, 슬릭과 함께 이 음모를 막기 위해 멤피스로 향한다. 한편, 로스앤젤레스에서 폰테인과 똑같은 삶을 사는 '타이론'이라는 남자가 뉴스에서 폰테인의 복제인간을 보게 된다.

## 출연진
- 존 보예가 - 폰테인 / 체스터 / 타이론
- 제이미 폭스 - 슬릭 찰스
- 티오나 패리스 - 요요
- 키퍼 서덜랜드 - 닉슨
- 데이비드 앨런 그리어 - 목사
- J. 앨폰스 니컬슨 - 아이작
- 탬벌라 페리 - 비디
- 에릭 로빈슨 주니어 - 빅 모스